# Edmond Poupé
Pour les articles homonymes, voir Poupé.
Edmond Poupé, né à Amiens le 1er mai 1862 et mort à Draguignan le 5 septembre 1939, est un professeur de lycée, homme de lettres, érudit, intellectuel, bibliothécaire, archiviste et pédagogue, connu comme ayant été le conservateur du musée et de la bibliothèque municipale de Draguignan de 1905 à 1934, ainsi que des archives de la ville de Fréjus.

## Biographie
Son père était conducteur de travaux aux ponts-et-chaussées dans la Somme. Edmond nait à Amiens. Après son baccalauréat, il est nommé répétiteur au lycée de Valenciennes, puis en 1888 censeur au lycée de Laon. En 1890, il est nommé professeur de lettres au collège de Calais, où il ne reste que quelques semaines. Il est ensuite affecté au collège de Draguignan, situé alors dans la rue connue aujourd'hui sous le nom « rue Frédéric Mireur ».
En 1896, il soutient une thèse de 324 pages à la faculté de lettres d'Aix-en-Provence sur « L'histoire du collège de Draguignan des origines à nos jours ». En 1903, il obtient, toujours à Aix, un certificat d'histoire qui s'ajoute à sa licence en lettres et devient professeur d'histoire au lycée de Draguignan. Il prend sa retraite de professeur en 1926, à l'âge de 64 ans, après 45 ans de service dont 36 ans à Draguignan.
En 1934, il donne sa démission de conservateur de la bibliothèque et du musée. En effet, la municipalité voulait louer à la Caisse d'Epargne une salle du musée que Poupé avait transformé en salle des sculptures. Ne voulant pas cautionner ce « recul culturel » au profit de « la Banque », il choisit de démissionner pour montrer son désaccord. Ironie de l'histoire, la Caisse d'Epargne renoncça l'année suivante à occuper cette salle.
Âgé de 77 ans, il meurt dans cette ville le 5 septembre 1939, deux jours après la déclaration de guerre des alliés français et britanniques à l'Allemagne. Les circonstances de sa mort sont tristes : il se fait renverser par un camion militaire conduit par un jeune homme qui n'avait pas de permis de conduire, au carrefour de la rue Labat et du boulevard Georges Clemenceau : grièvement blessé, il décèdera peu de temps après.
Ses funérailles ressembleront à sa vie, menée en toute simplicité et modestie : « ni fleurs ni couronnes, et pas même de cortège funèbre » avait-il demandé. Son corps sera jeté à la fosse commune dans les années cinquante, lors de la réorganisation du cimetière de Draguignan.

## Activité intellectuelle
Il est reçu membre de la Société d'études scientifiques et archéologiques de Draguignan et du Var le 10 décembre 1895, et en est élu président le 19 mai 1911. Il en sera le président durant 18 ans, jusqu'en 1929. Il est le conservateur du musée et de la bibliothèque municipale de Draguignan de 1905 à 1934. Il va classer, ordonner, ranger, assurer la sécurité des archives municipales antérieures à 1790. Il va aussi ranger et classer les archives du greffe du tribunal civil et criminel de Draguignan.
Il était franc-maçon, et siégeait dans la loge « L'Égalité » de Draguignan (Grand Orient de France).
Il avait appris la langue provençale, mais avait du mal à la parler en raison de... son accent picard, qu'il a conservé toute sa vie.

## Publications
On lui doit 126 ouvrages, opuscules ou fascicules relatifs à la ville de Draguignan et du Var.
Il a fortement contribué à l'édition des 8 volumes de l'ouvrage « Rues de Draguignan et leurs maisons historiques » rédigé par Frédéric Mireur.

## Distinctions

### Décorations
- Chevalier de la Légion d'honneur en 1935, sur proposition du Comité des travaux historiques dont il est membre.
- Officier de l'ordre des Arts et des Lettres après sa tournée de conférences sur le poète hongrois Sándor Kisfaludy.
- Officier de l'Instruction publiqueIl.

### Hommages
- Le 17 mars 1988, la « rue du musée », située en centre-ville de Draguignan, a été dénommée « rue Edmond Poupé » en son honneur[3].

- Il existe un Espace Edmond Poupé réservé à l'activité de certaines associations dracénoises.

## Sources
- Raoul Bérenguier, Draguignan : ses personnalités, ses rues, 1989, éditions Riccobono.
- Raymond Boyer, Pierre Gayrard, Régis Fabre,Draguignan, 2000 ans d'histoire, éditions de l'Aube, 2001  (ISBN 2876786176).
- Article de Nice Matin, édition du 19.03.1988.
- Article de Var Matin, édition du 27.102.2000.
- Article de Var Matin, édition du 21.01.2001.
- Article de Var Matin, édition du 08.02.2009.